# Les Sorinières
Les Sorinières is een gemeente in het Franse departement Loire-Atlantique in de regio Pays de la Loire. De plaats maakt deel uit van het arrondissement Nantes. Les Sorinières telde op 1 januari 2022 9.163 inwoners.

## Geografie
De oppervlakte van Les Sorinières bedroeg op 1 januari 2022 13,02 vierkante kilometer; de bevolkingsdichtheid was toen 703,8 inwoners per km².

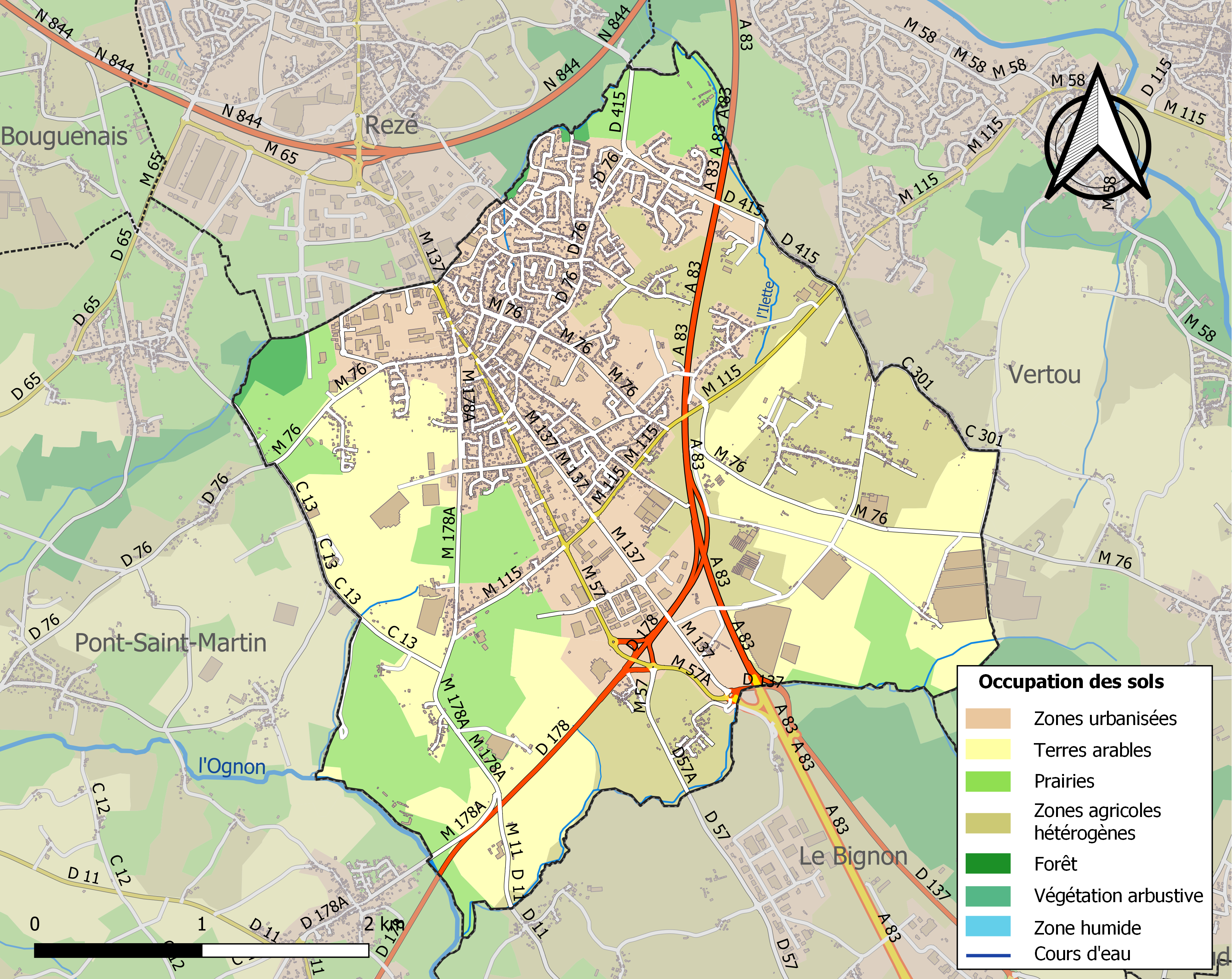
Kaart van de gemeente met de belangrijkste infrastructuur, bodemgebruik en omliggende gemeenten

## Demografie
Onderstaande figuur toont het verloop van het inwonertal (bron: INSEE-tellingen).